# Лео, Эдоардо
Эдоа́рдо Ле́о (итал. Edoardo Leo; род. 21 апреля 1972, Рим) ─ итальянский актёр театра, кино и телевидения, актёр озвучивания и дубляжа, режиссёр и сценарист.

## Биография
Родился 21 апреля 1972 ода в Риме. В 1999 году с отличием окончил факультет литературы и философии Римского университета «Ла Сапиенца».
Начал свою творческую карьеру в 1995 году с телефильма «Тайна исповеди» режиссёра Джанфранко Альбано. 
В 1997 году принял участие в телесериале «Латинский адвокат» режиссёра Франко Джиральди. В этом же году Лео дебютировал на большом экране, в фильме Чечилии Кальви «La classe non è acqua».
В 1999 году Эдоардо заметил режиссёр Клаудио Фрагассо, и включил его в актёрский состав телефильма «Операция Одиссея». В 2003 году пригласил его снова на съёмки своего двухсерийного боевика «Непробиваемые».
В период с 2001 по 2004 год он принял участие в третьем и четвёртом сезонах успешного телесериала «Семейный доктор», в роли Марчелло, честного и верного юноши, влюбленного в доктора Карлотту, которую играет Мартина Коломбари. 
В 2010 году Эдоардо Лео дебютирует как сценарист и режиссёр драматического фильма «Спустя 18 лет». Фильм получил отличные отзывы критиков и был номинирован на премии «Серебрянная лента» и «Давид ди Донателло», в конечном итоге завоевал многочисленные награды на кинофестивалях по всему миру.  
В 2012 году он снялся в комедии «Да здравствует Италия!» вместе с Микеле Плачидо и Раулем Бова. 
В 2013 году возвращается за камеру, чтобы рассказать историю человека, который внезапно узнает, что он отец девочки-подростка, в фильме «Здравствуй, папа». 

## Фильмография
| Год       |    | Русское название         | Оригинальное название      | Роль                       |
| --------- | -- | ------------------------ | -------------------------- | -------------------------- |
| 1995      | тф | Тайна исповеди           | Confession secrète         | актёр                      |
| 1996      | с  | Юноши у стены            | I ragazzi del muretto      | актёр                      |
| 1997      | с  | Латинский адвокат        | L'avvocato Porta           | актёр                      |
| 2001—2004 | с  | Семейный доктор          | Un medico in famiglia      | актёр                      |
| 2010      | ф  | Спустя 18 лет            | Diciotto anni dopo         | режиссёр, сценарист, актёр |
| 2012      | ф  | Римские приключения      | To Rome with Love          | актёр                      |
| 2012      | с  | «Титаник»: Кровь и сталь | Titanic: Blood and Steel   | актёр                      |
| 2013      | ф  | Здравствуй, папа         | Buongiorno papà            | режиссёр, сценарист, актёр |
| 2014      | ф  | Захочу и соскочу         | Smetto quando voglio       | актёр                      |
| 2014      | ф  | Хлеб и бурлеск           | Pane e burlesque           | актёр                      |
| 2015      | ф  | Джулия и мы              | Noi e la Giulia            | режиссёр, сценарист, актёр |
| 2016      | ф  |                          | Che vuoi che sia           | режиссёр, сценарист, актёр |
| 2016      | ф  | Идеальные незнакомцы     | Perfetti sconosciuti       | актёр                      |
| 2021      | ф  | Римские расставания      | Lasciarsi un giorno a Roma | режиссёр, сценарист, актёр |
| 2022      | ф  | Желанная война           | War: La guerra desiderata  | актёр                      |
| 2023      | ф  | Миа                      | Mia                        | актёр                      |
| 2023      | ф  | Срок времени             | L'ordine del tempo         | актёр                      |
| 2025      | ф  | До безумия               | Follemente                 | актёр                      |